# Manuel Sutter
Manuel Sutter, né le 8 mars 1991 à Brégence en Autriche, est un footballeur autrichien qui évolue au poste d'attaquant.

## Biographie

### En club
Manuel Sutter commence le football dans le club du FC Wolfurt avant de rejoindre l'AKA Vorarlberg avec qui il s'illustre marquant à quatorze reprises lors de la saison 2007-2008 avec les moins de 17 ans puis à quinze reprises la saison suivante avec les moins de 19 ans.
En 2010, il rejoint le FC Saint-Gall avec qui il fait ses débuts en Super League lors de la dernière journée de championnat en entrant en jeu contre le FC Sion. Après avoir connu la releguation en 2011, il devient gagne de plus en plus de temps de jeu en deuxième division et participe au titre de champion et à la remontée du club dès la saison suivante.
Il rejoint le FC Vaduz à l'été 2013 avec qui il est champion de deuxième division suisse dès sa première saison.
Le 1er juillet 2023, après 246 matchs sous les couleurs du FC Vaduz entre 2013 et 2023, entrecoupé par un passage de deux ans et demi au FC Winterthour, il quitte le club et s'engage avec le FC Balzers, club du Liechtenstein évoluant en quatrième division suisse.
En 2024, il rejoint l'USV Eschen/Mauren, un autre club du Liechtenstein évoluant en quatrième division suisse où il ne reste que quelques mois avant d'être libéré et  de rejoindre son club formateur du FC Wolfurt en quatrième division autrichienne.

## Palmarès
Il est champion de deuxième division suisse en 2012 avec le FC Saint-Gall et en 2014 avec le FC Vaduz.
Il remporte la Coupe du Liechtenstein à six reprises en 2014, 2015, 2016, 2019, 2022 et 2023 avec le FC Vaduz.